# 싱하

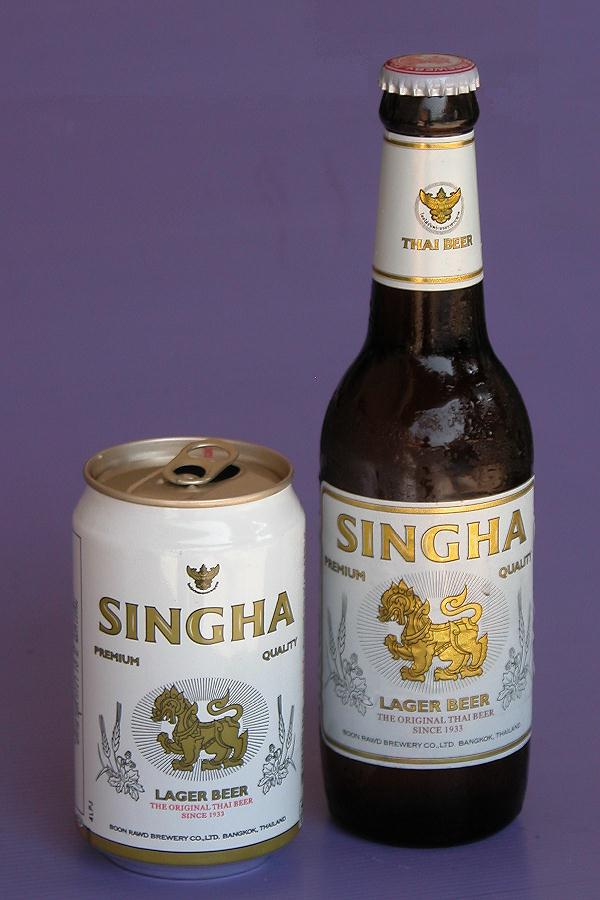
싱하 맥주

싱하(태국어: สิงห์)는 태국의 분로드 양조에서 만든 맥주 브랜드이다. 이 맥주는 1933년부터 판매를 시작했으며, 맥주의 이름은 힌두교에 나오는 사자 형상의 전설의 동물인 싱하(아시아사자)에서 유래되었다.